# Carmine Persico
 (mars 2019).
Si vous disposez d'ouvrages ou d'articles de référence ou si vous connaissez des sites web de qualité traitant du thème abordé ici, merci de compléter l'article en donnant les références utiles à sa vérifiabilité et en les liant à la section « Notes et références ».
Pour les articles homonymes, voir Persico.

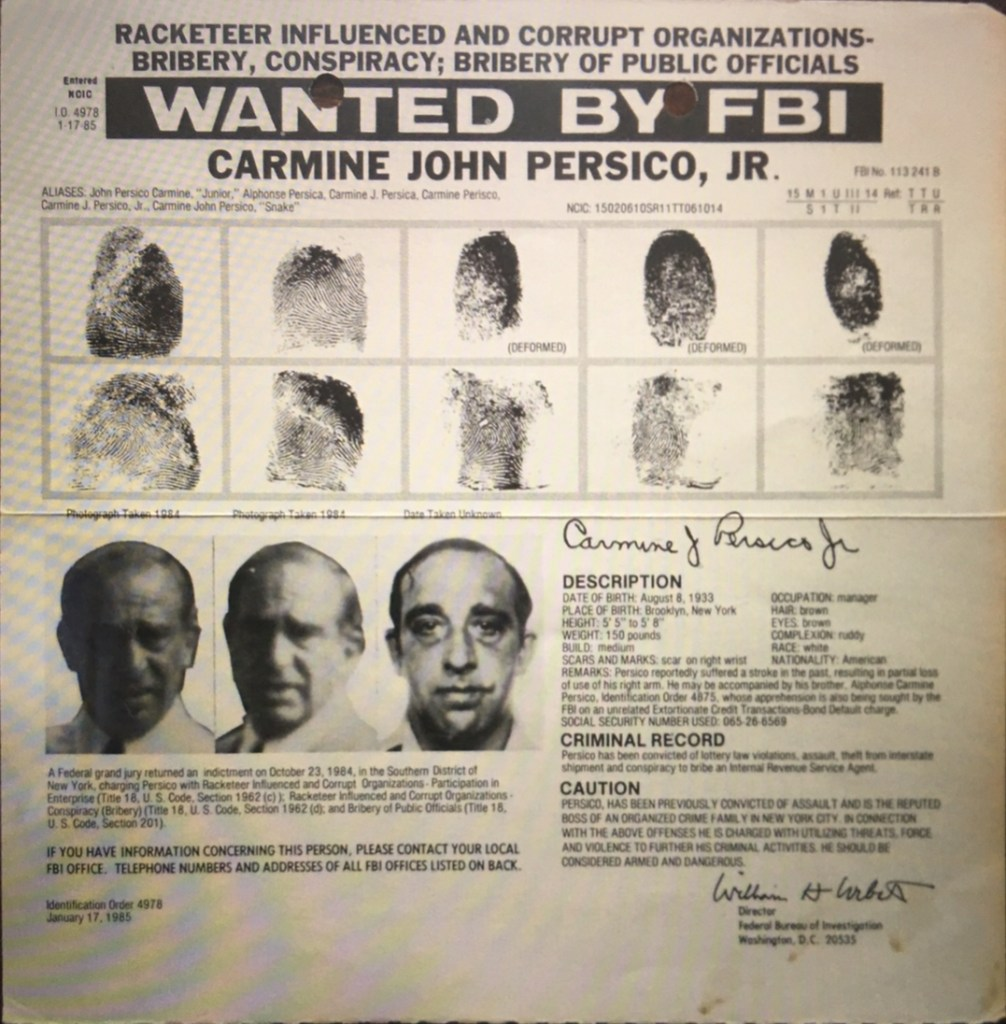
Affiche de recherche publiée par le FBI

Carmine Persico John, Jr., né le 8 août 1933 à Brooklyn (New York) et mort le 7 mars 2019 à Durham (Caroline du Nord), alias « Junior », « The Snake » et « Immortal », a été le parrain de la famille Colombo à partir de 1973. 
Il termine sa vie à la prison fédérale de Butner en Caroline du Nord où il a été incarcéré entre autres pour assassinat et racket, condamné à une peine de prison à vie prononcée lors du procès contre les Cinq familles qui débuta début 1985.

## Biographie
Carmine Persico est né dans l'arrondissement de Brooklyn à New York, de Carmine John Persico Sr. et Assunta « Susan » Plantamura. Son père était un sténographe juridique pour plusieurs cabinets d’avocats à Manhattan. Ses frères Theodore Persico et Alphonse « Allie Boy » Persico (mort en 1989) sont également devenus caporégimes dans la famille criminelle Colombo. Son fils, nommé Alphonse d'après l'oncle du garçon et plus connu sous le nom de Little Allie Boy, devint également capo. Le neveu de Persico est Theodore Persico Jr. La famille vivait dans les quartiers de Carroll Gardens (en) et de Red Hook à Brooklyn.
Persico a abandonné ses études secondaires à l'âge de 16 ans. À ce moment-là, il dirigeait les Garfield Boys, un gang de rue de Brooklyn. Cependant, une source contemporaine affirme qu'en 1950, il appartenait en fait aux South Brooklyn Boys, un gang successeur des Garfield Boys. En mars 1951, Persico, âgé de 17 ans, fut arrêté pour avoir battu mortellement un autre jeune dans le Prospect Park, à Brooklyn. Cependant, toutes ces accusations ont finalement été abandonnées.
Au début des années 1950, Frank Abbatemarco (en), capo de longue date, recruta Persico dans la famille Profaci, le précurseur de la famille Colombo. Au début, Persico agissait en tant que bookmaker et loan shark (en) (usurier offrant des prêts à très haut taux d’intérêt), avant de passer aux cambriolages et aux vols de voiture. Au cours de cette décennie, il a été arrêté plus de 12 fois mais n'a passé que quelques jours en prison. Il a également commencé à travailler avec Joe Gallo et ses frères, Albert et Lawrence.